# Museo civico di storia naturale (Verona)
Il museo civico di storia naturale è un museo di Verona ospitato dal 1833 in palazzo Pompei, Lungadige Porta Vittoria, 9. Raccoglie circa 3 milioni di reperti.

## Storia del museo civico

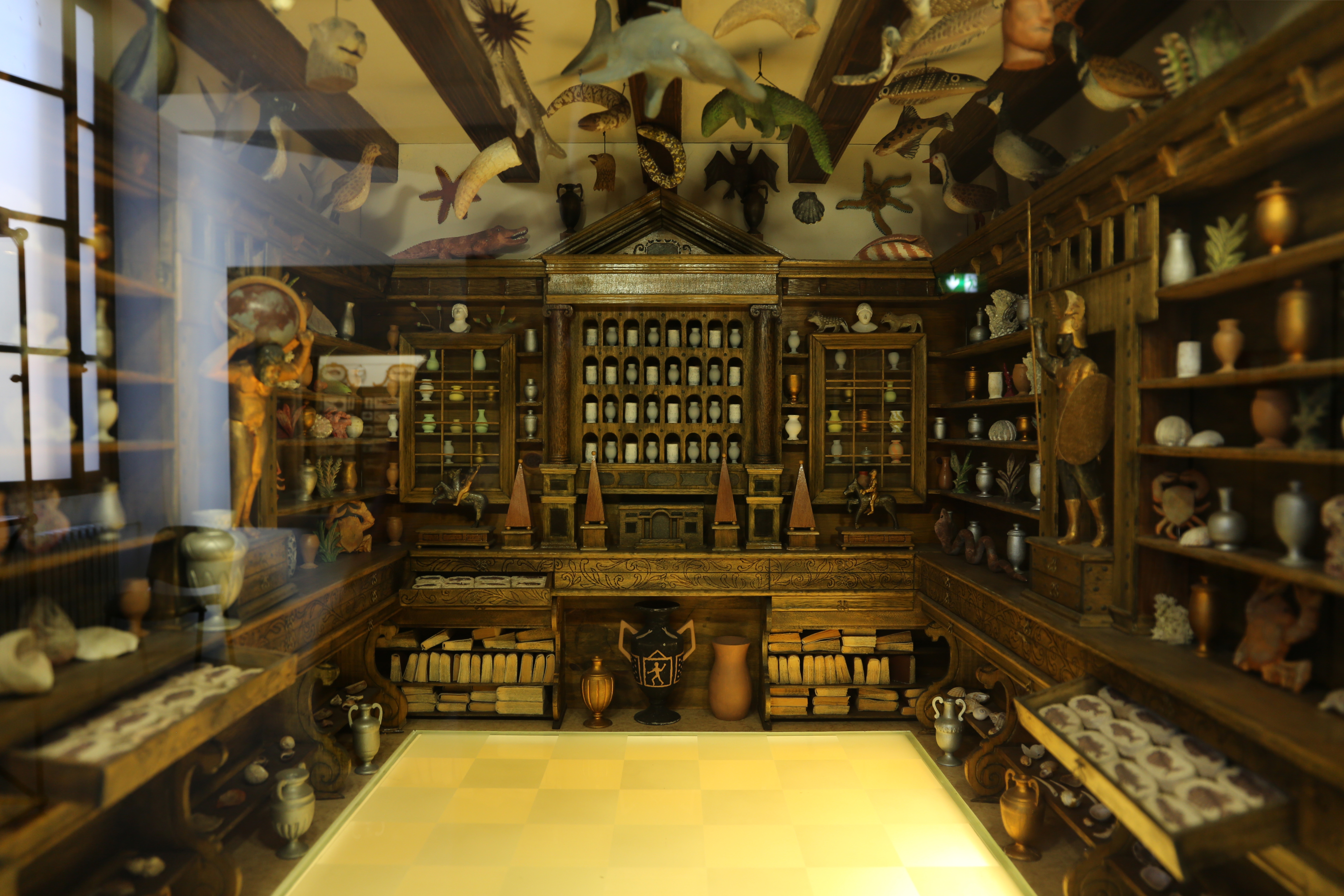
Ricostruzione in scala della Stanza delle meraviglie di Francesco Calzolari.

Il museo civico di Verona è fra i più prestigiosi d'Italia e d'Europa e la sua storia inizia secoli fa. 
Il farmacista Francesco Calzolari, che aveva una farmacia in piazza delle Erbe, la Campana d’Oro, iniziò ad interessarsi alle erbe medicinali che nascevano sul Monte Baldo e creò a Verona un suo museo naturalistico (tra i primi al mondo, chiamato Stanza delle meraviglie) attorno alla metà del XVI secolo e che si può considerare il primo nucleo delle collezioni museali.
Le successive collezioni sono state raccolte poi da altre importanti e colte personalità veronesi a partire dal Seicento e dal Settecento come medici, farmacisti, erboristi e nobili che per ragioni di interesse personale e studio hanno iniziato a raccogliere in modo sistematico diversi campioni e reperti legati all'approfondimento scientifico e naturalistico.
Il moderno museo civico di storia naturale è stato fondato come museo civico di Verona nel 1861, quando tutte le collezioni cittadine, sia di arte sia naturalistiche sono state riunite nella stessa sede di palazzo Pompei. Successivamente con il riordino delle collezioni operata da Antonio Avena nel 1926, furono separate. Le collezioni naturalistiche rimasero a palazzo Pompei mentre le collezioni d'arte antica furono trasferite al Museo archeologico al teatro romano e al Museo civico di Castelvecchio. Le collezioni d'arte moderna vennero sistemate nel 1939 nella Galleria d'arte moderna Palazzo Forti.
Durante la seconda guerra mondiale l'edificio subì bombardamenti e danneggiamenti, riparati nel dopoguerra. Venne ricostruito nella sua parte più interna e quando fu riaperto al pubblico, nel 1952, divenne una delle strutture museali naturalistiche fra le più importanti d'Italia ed alla sua inaugurazione intervenne il Presidente della Repubblica Luigi Einaudi.

## Sedi
Il museo ha due sedi. 

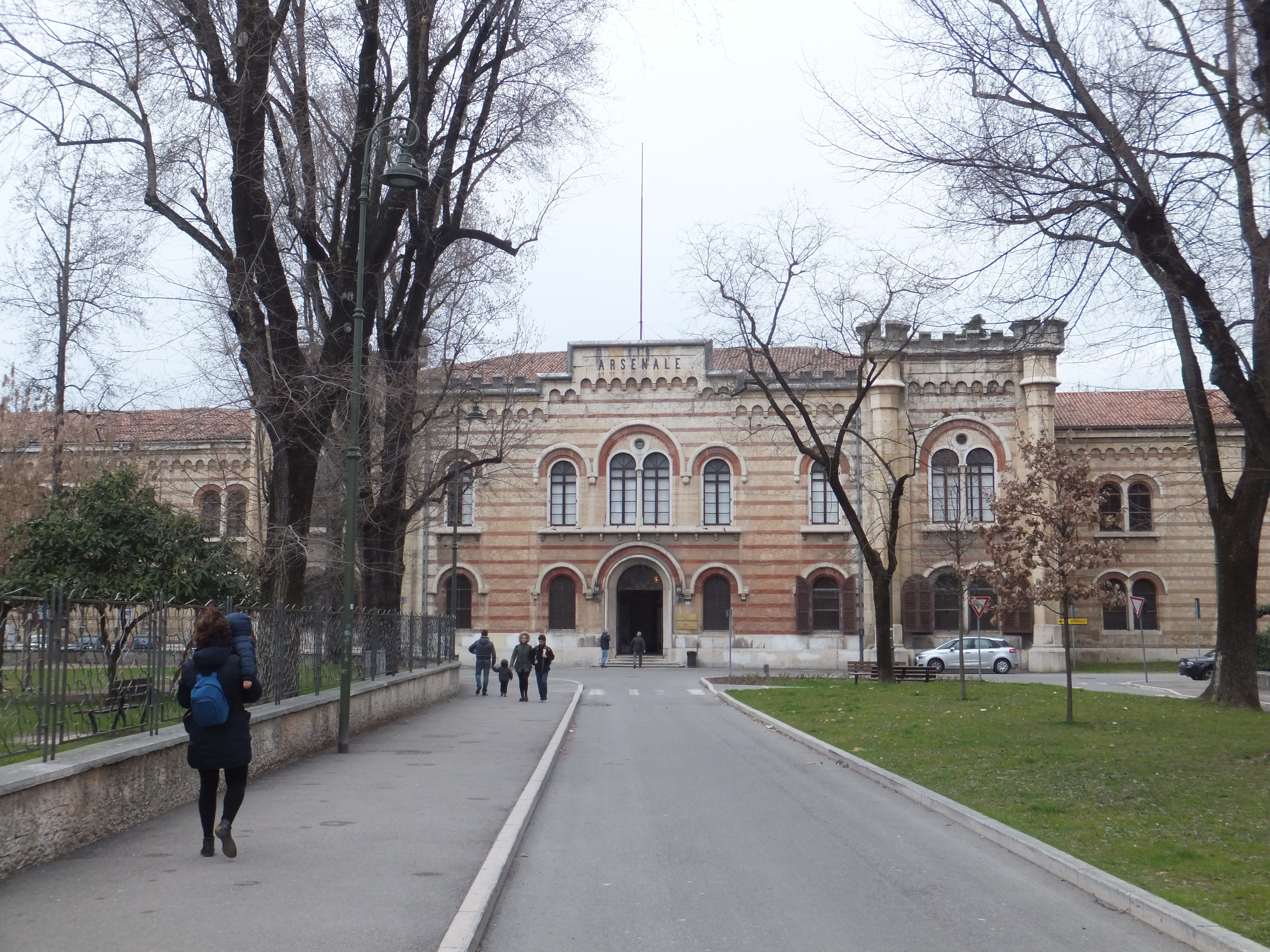
Palazzina comando dell'arsenale austriaco di Verona.

- La principale ed aperta al pubblico è in palazzo Pompei, dove si trovano gli uffici della direzione, le sale conferenze e le sezioni espositive principali.
- Una sede decentrata e visitabile solo su specifica richiesta si trova nella palazzina comando dell'arsenale austriaco veronese dove sono ospitate le sezioni di preistoria e botanica.

## Esposizioni naturalistiche
Il materiale è solo in parte esposto in 16 grandi sale, e molte collezioni sono mantenute nei depositi museali considerando che l'istituzione conserva oltre due milioni di reperti, tutti appartenenti al comune di Verona oppure allo stato italiano. Le esposizioni hanno come scopo primario la divulgazione naturalistica e sono studiate per gli alunni delle scuole, per gli adulti più o meno esperti e per gli studiosi italiani e stranieri che conducono ricerche sulla storia naturale. Per questi ultimi sono accessibili la biblioteca, i diversi laboratori ed i depositi dove sono conservate le collezioni non in esposizione.
Sezioni espositive:

### Botanica

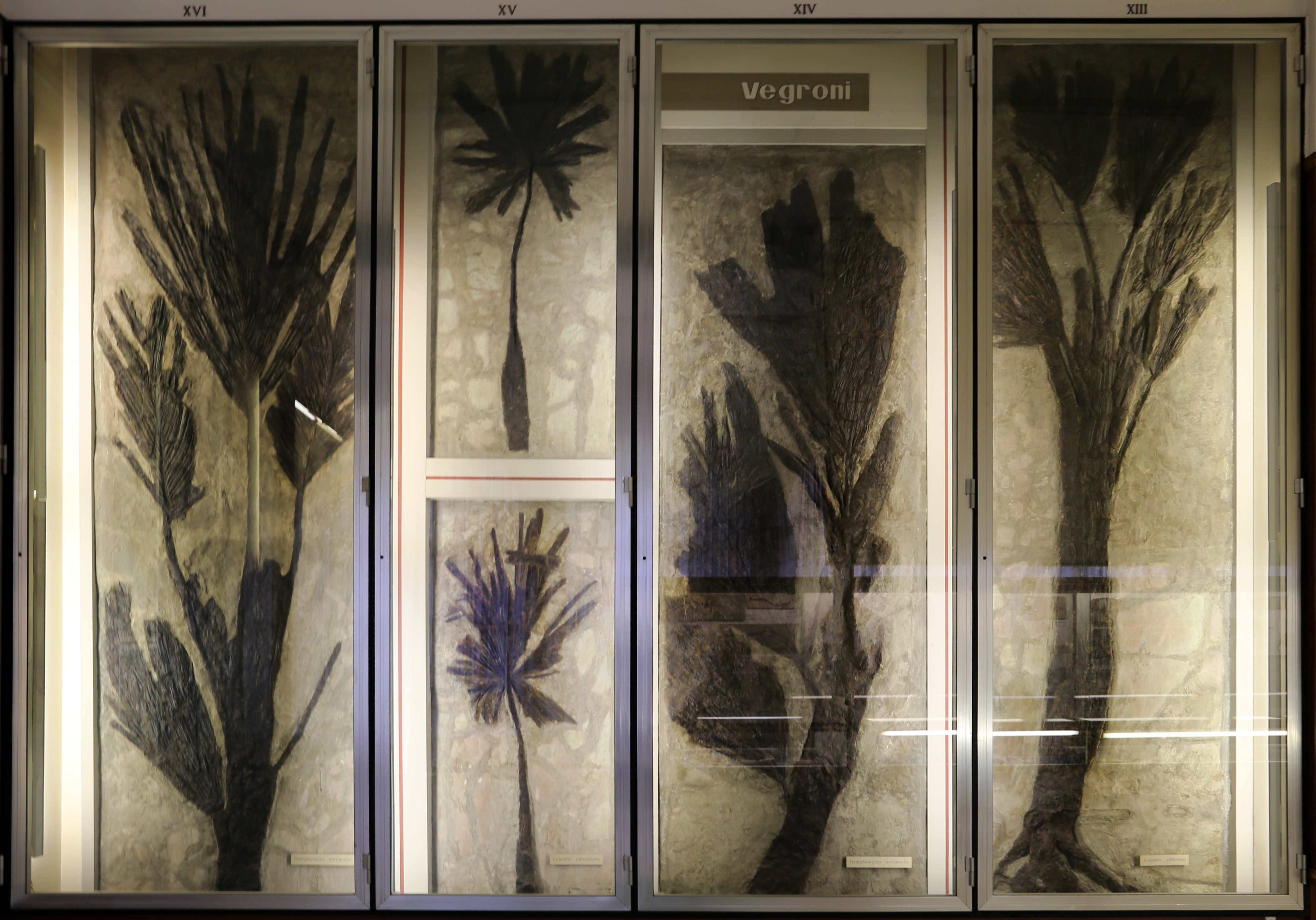
Palme fossili (Latanites, Phoenicites e altre) dell'Eocene inferiore.

Nella sezione botanica del museo sono presenti 130.000 esemplari di piante crittogamiche, 120.000 esemplari di piante vascolari, e ci sono anche erbari di Teratologia. Da menzionare il Fondo Uberto Tosco, costituito dalla donazione (1975) della biblioteca e del prezioso erbario appartenuti al botanico torinese, conservatore onorario del museo e amico di Sandro Ruffo.
Nella sala di Bolca e di altri siti locali della sezione di paleontologia sono presenti fossili di esemplari di piante tropicali, come palme del genere Latanites, vissute 50 milioni di anni fa.

### Geologia e paleontologia

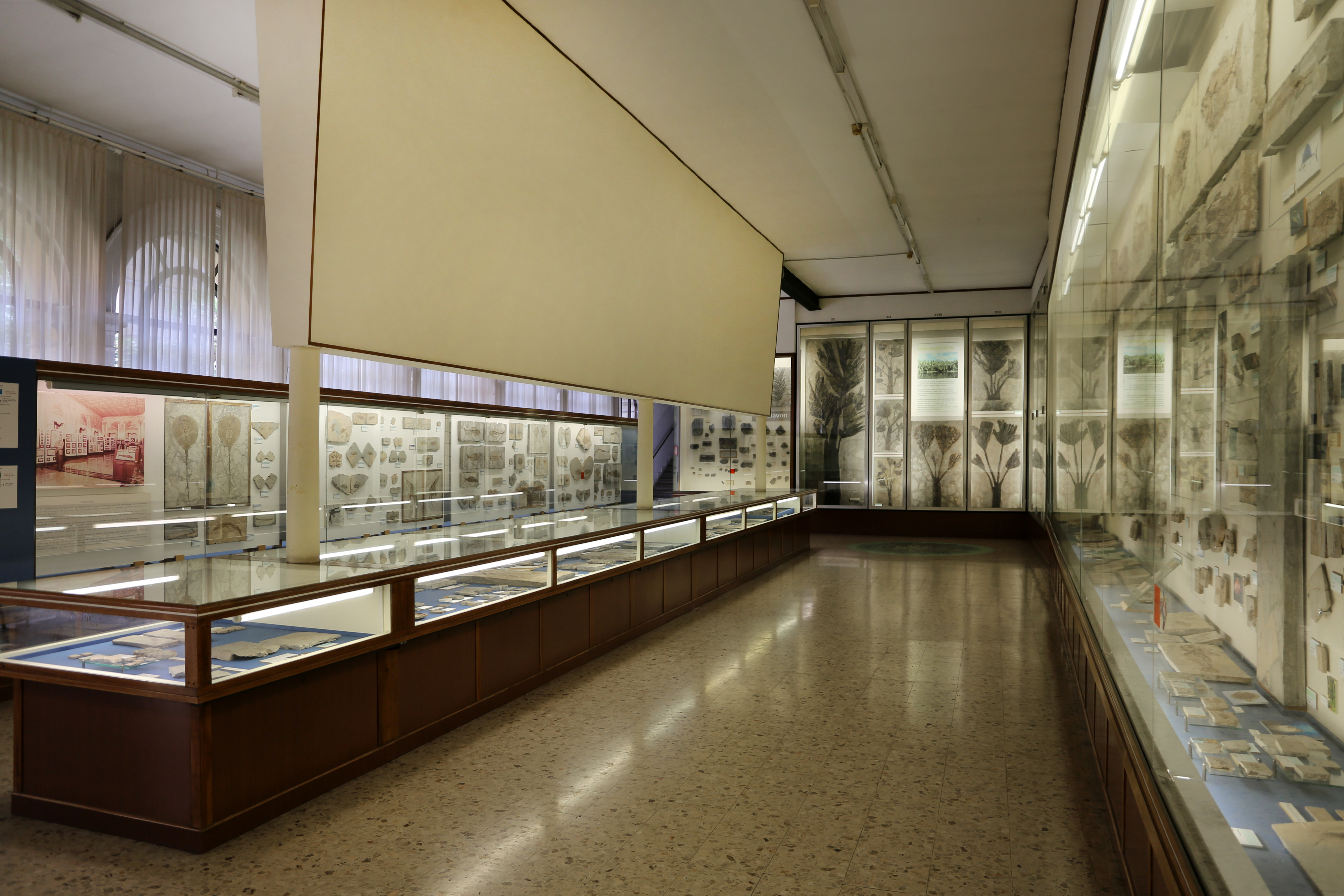
Una delle sale dei fossili

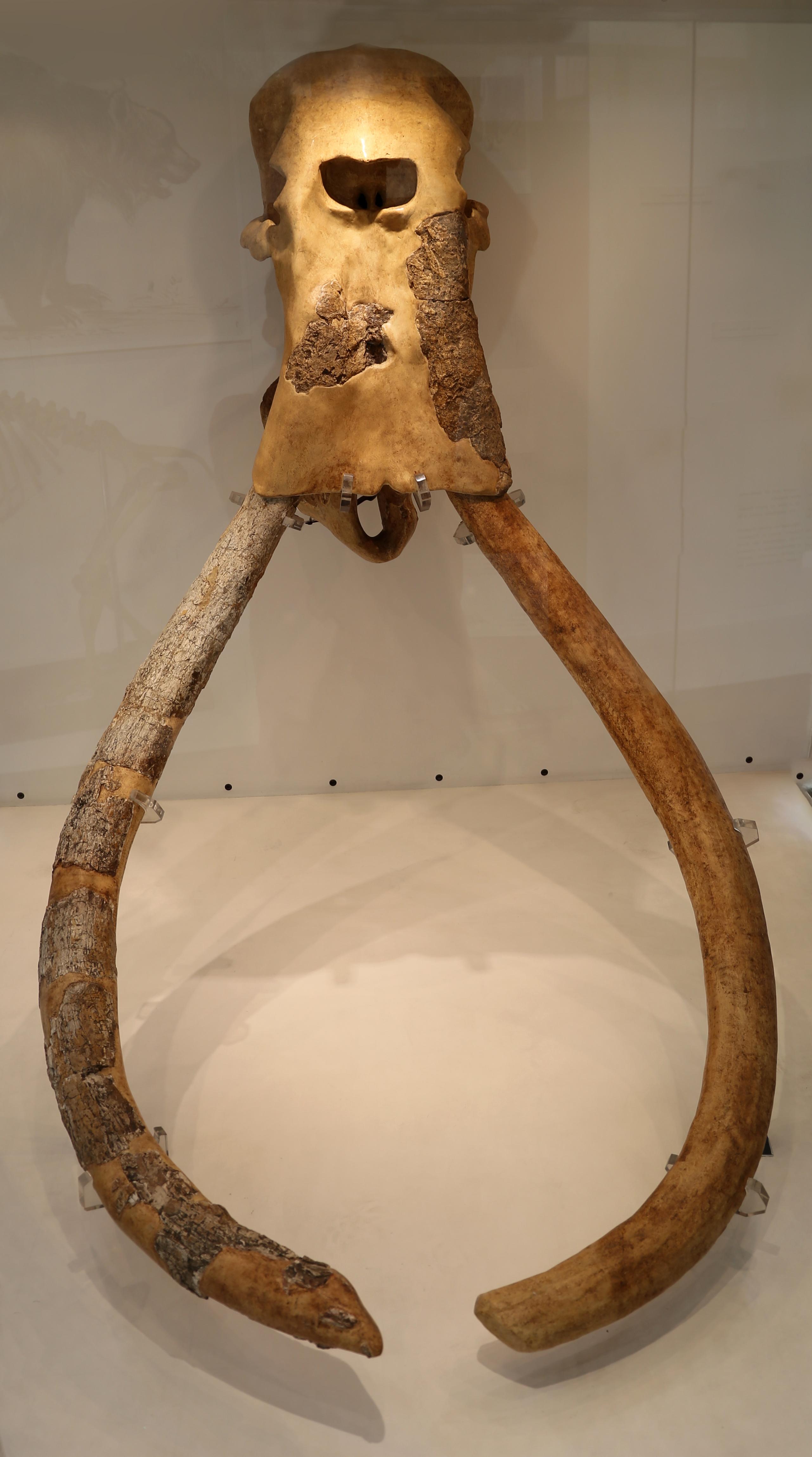
Pleistocene, cranio di mammuthus trovato a Quinzano.

Una sala del museo tra le più interessanti raccoglie moltissimi fossili che provengono in particolare dai giacimenti fossiliferi di Bolca ma anche da altri siti veronesi, come monte Vegroni, monte Postale, monte Purga e Negrar.
Sono presenti molti reperti paleontologici, in particolare riguardanti vertebrati fossili. Fanno parte della collezione molti pesci fossili provenienti da Bolca, per un totale di 2.500 esemplari, classificati e reperibili, ed a questi si sono aggiunti altri 239 esemplari, sempre di pesci fossili provenienti da Bolca, donati dal dottor Baja nel 1982.
Il museo conserva anche circa 150.000 esemplari di mammiferi che arrivano da numerose collezioni, inoltre fossili di invertebrati (8.000 esemplari), di piante e di crostacei.
Il settore di geologia conserva campioni di rocce che contengono una grande varietà di minerali tipici del territorio e di altre zone, non solo nazionali.
Nel Museo e' esposto un cranio di mammuthus pleistocenico, rinvenuto negli anni trenta a Quinzano.

### Preistoria
Le collezioni sulla preistoria del museo provengono da ricerche e scavi condotti nella provincia di Verona. In particolare ci sono reperti provenienti dalle palafitte del lago di Garda, tra cui più di 4.000 oggetti di bronzo, reperti provenienti dai monti Lessini, del paleolitico, provenienti soprattutto dal Ponte di Veja e Fumane, reperti dell'età del bronzo trovati nella bassa veronese. Ci sono anche alcuni reperti preistorici provenienti dalla Puglia.

### Zoologia
Le collezioni di zoologia riguardano l'intera fauna italiana, e soprattutto specie invertebrate.
In particolare sono presenti:
- anfipodi, con una collezione completa per quanto riguarda le specie mediterranee, ma anche da altre parti del mondo;
- coleotteri mediterranei, con oltre 1.000.000 di esemplari di notevole importanza, di cui i più rappresentati sono i carabidi e crisomelidi e curculionidi;
- rincoti, eterotteri e omotteri, questi ultimi rappresentano la maggiore collezione italiana;
- molti artropodi vertebrati (collezione molto richiesta);
- ragni;
- echinodermi;
- tardigradi.

### Sala Museo Zangheri

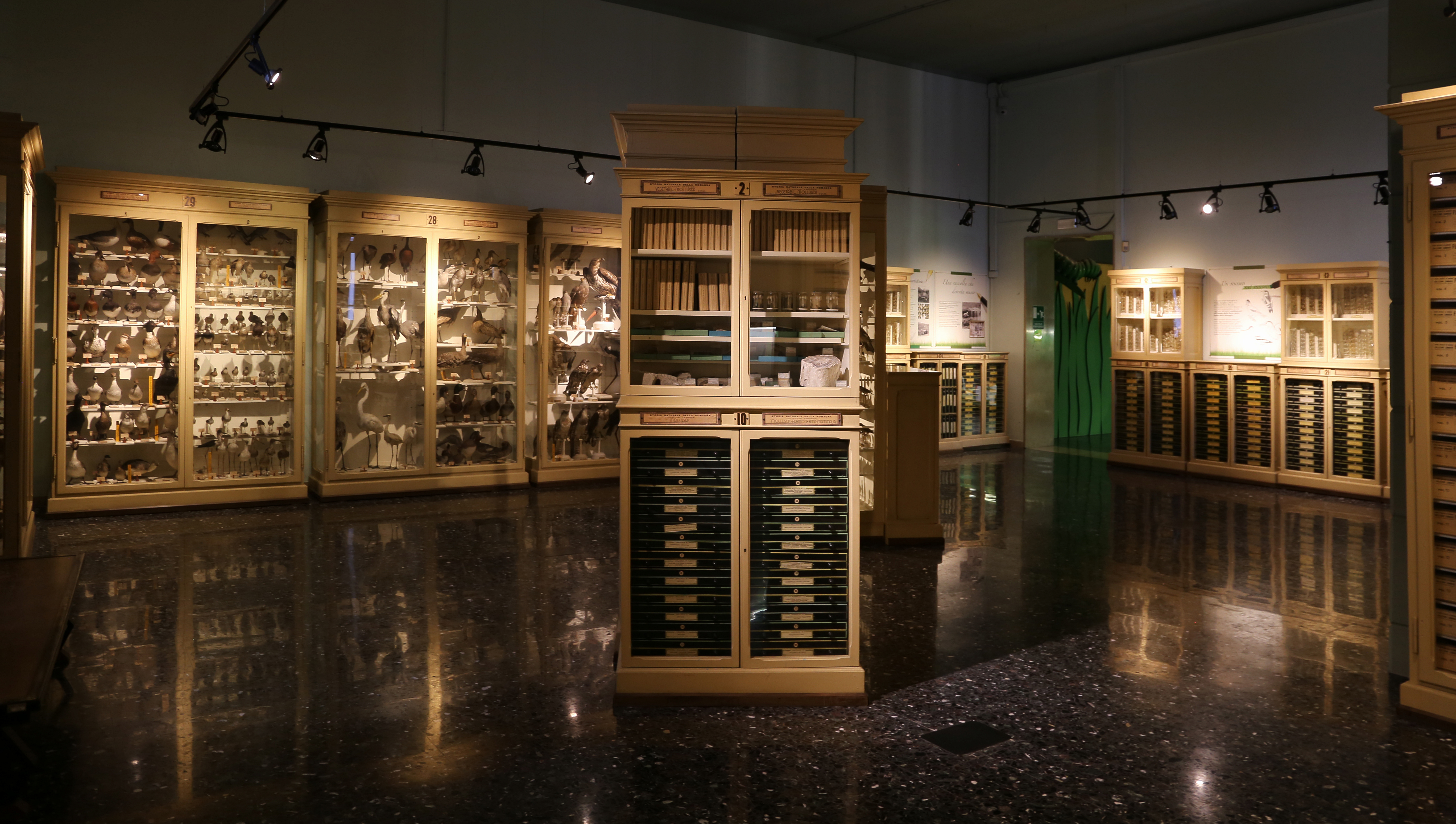
Sala Zangheri

Il museo civico di storia naturale di Verona ospita le collezioni del grande naturalista forlivese Pietro Zangheri che costituiscono un vero e proprio museo di storia naturale della Romagna. Per meglio valorizzare l'importante materiale, il 17 dicembre 2009 è stata inaugurata un'apposita sala espositiva intitolata Sala Museo Zangheri, sita al piano primo rialzato di Palazzo Pompei.